# Ariarates II
Ariarates II foi um rei da Capadócia (301 - c.275 a.C.). Ele recuperou o governo da Capadócia para a sua família, após seu tio e pai adotivo Ariarates I ter sido deposto e executado, e foi sucedido por seu filho Ariâmenes.

## Família
A Capadócia havia sido uma satrapia de sua família desde Anafas, um dos sete persas.
Alexandre, o Grande ignorou a Capadócia, pois estava mais preocupado em combater Dario III, assim Ariarates I conseguiu passar um bom tempo como rei da Capadócia. Ariarates I era filho de Ariâmenes, tinha um irmão mais novo chamado Holofernes e não tinha filhos, e adotou Ariarates II, filho de Holofernes.
Neste período, Ariarates I juntou uma grande quantidade de dinheiro, montando um grande exército com tropas nativas e mercenários, no total de 30000 soldados de infantaria e 15000 cavaleiros. Pérdicas, porém, o derrotou, matando 4000 e capturando 5000, inclui-se o próprio Ariarates.
Pérdicas torturou e matou por empalamento  (ou crucificação ou enforcamento) Ariarates e vários de seus parentes, colocando Eumenes de Cardia como sátrapa da Capadócia. Segundo Juniano Justino, Ariaratess, após ser derrotado, matou a própria mulher e os filhos, incinerando sua própria casa com seus escravos.

## Retorno
Seu herdeiro Ariarates II se retirou para a Armênia, voltando após a morte de Pérdicas e Eumenes de Cardia. 
Em c.280 a.C., Ariarates obteve um exército de Ardoates, rei da Arménia, derrotou Amintas, general macedônio, e recuperou a Capadócia.

## Sucessão
Ariarates II foi sucedido por seu filho Ariâmenes, e este por seu filho Ariarates III.